# Casa Cobb
La Casa Cobb es una residencia histórica ubicada cerca de Grove Hill, Alabama, Estados Unidos.

## Historia
La casa de estilo I-house de dos pisos fue construida en 1865. Fue agregado al Registro de Monumentos y Patrimonio de Alabama el 29 de enero de 1980 y posteriormente al Registro Nacional de Lugares Históricos el 28 de julio de 1999. Fue incluido debido a su importancia arquitectónica como parte de la Presentación de propiedades múltiples del condado de Clarke.